# Stamhuset Nedergaard
 Der er for få eller ingen kildehenvisninger i denne artikel, hvilket er et problem. Du kan hjælpe ved at angive troværdige kilder til de påstande, som fremføres i artiklen.

Stamhuset Nedergaard omfatter Hovedgaarden Nedergaard med Svalebøllegaard ca. 87 Tdr. Hartkorn af slags. Jordtilliggende 540 Tdr. Ld. Skovarealet 140 Tdr. Ld. Stamhuset blev oprettet 1775 for Otto Ditlev Kaas og ophørte i 1930 med lensafløsningen. 

## Ejere af Stamhuset Nedergaard
- (1731-1755) Christian Banner-Kaas
- (1755-1778) Otto Ditlev Kaas
- (1778) Edel Sophie Ottesdatter Kaas
- (1778-1804) Frederik Christian Kaas
- (1804-1811) Otto Ditlev Kaas-Lehn
- (1811-1857) Henrik Valentin Eicksted Kaas
- (1857-1865) Henrik Valentin Kaas
- (1865-1911) Gebhardt Valentin Kaas
- (1911-1920) Otto Ditlev Kaas
- (1920-1936) Gebhardt Marius Cay Vilhelm Ove Kaas